# エディンバラ・セブン

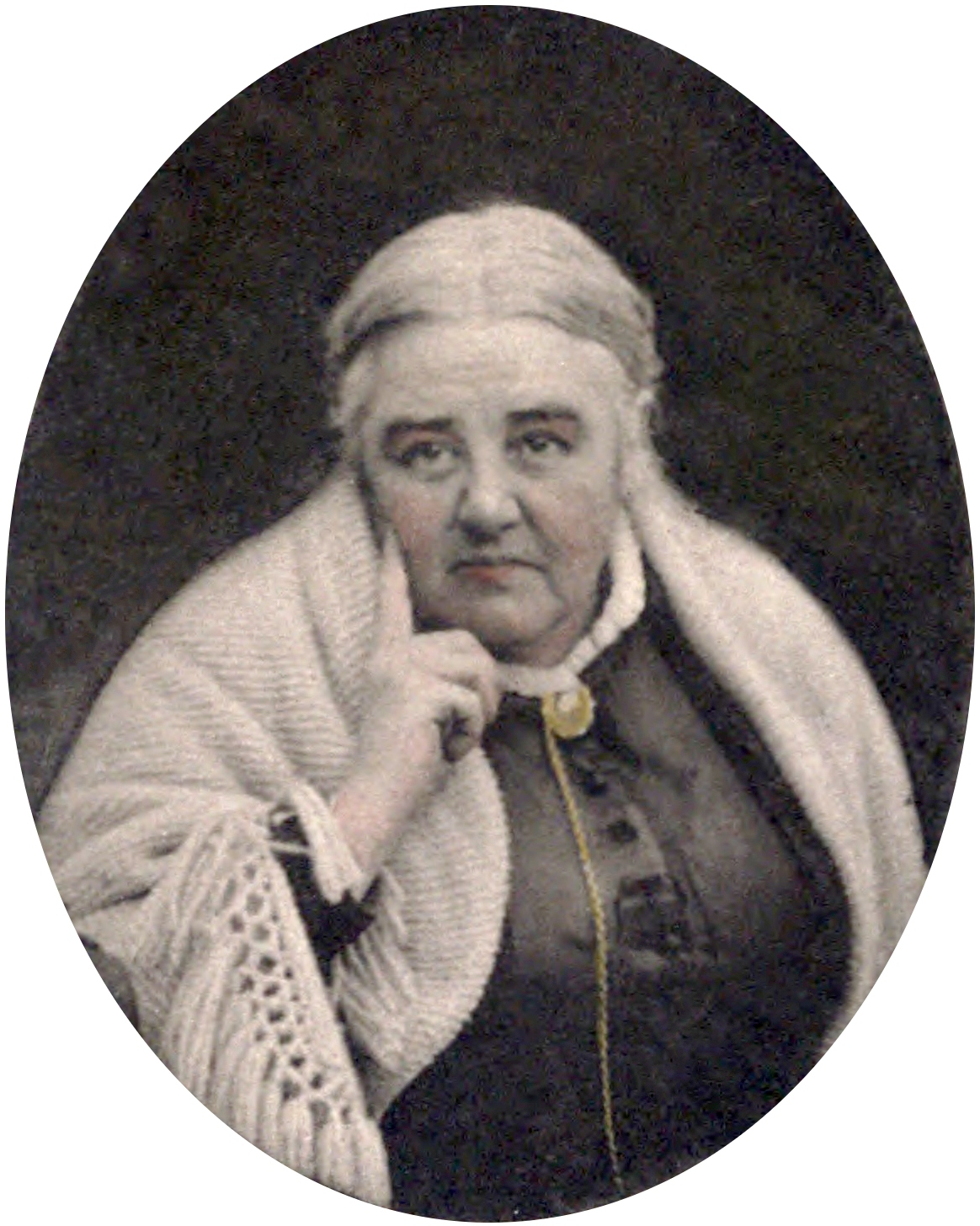
ソフィア・ジェクス＝ブレーク

エディンバラ・セブン（Edinburgh Seven）は、19世紀後半のスコットランドのエディンバラ大学で医学を学んだ7人の女子学生で、大学から学位の授与を拒否された。Septem contra Edinam (Seven against Edinburgh)とも呼ばれる。
イギリスでの女性のための大学教育は1869年に多少可能となったが、ソフィア・ジェクス＝ブレークが、エディンバラ大学での医学の講義に参加するのを求めた時、一旦は医療学部長によって認められたが、後に強い反対が起こり、男女混合クラスで教育することも、1人の女性のために授業を行うことも許可されなくなった。ジェクス＝ブレークは、一緒に授業をうけるメンバーを集め、女性クラスをつくる資金を集めた。最初に、イザベル・ソーン（Isabel Thorne）、エディス・ピーチー（Edith Pechey）、マチルダ・チャプリン（Matilda Chaplin）、ヘレン・エバンス（Helen Evans）が参加した。ソーンとチャプリンはロンドンで、助産師を勉強をしており、ピーチーは薬剤師になろうとして許されなかった。1869年10月にエディンバラ大学に入学し、授業を受けることができた。その後、メアリ・アンダースン（Mary Anderson）とエミリー・ボヴェル（Emily Bovell）が参加し、医学生は7人となった。
医師、教授、世論のなかにエディンバラ王立診療所での実務経験を許可することや、女性の医学の学位の対象とすることに強い反発があった。反対者のなかには有力な教授ロバート・クリスティソンらもいた。新聞『タイムズ』や『スコッツマン』で論戦が行われ、1870年11月1日に解剖学試験が行われる、エディンバラ・ホールに数百人の群集が集まり、女子学生をやじり、ごみを投げつけた。ジェクス＝ブレークは立ち退くのを拒否した。この事件は"Surgeons' Hall Riot"と呼ばれ、騒いだ3人の学生に罰金が課せられた 。
他の女性学生は授業に参加し、一部の医師は授業をすることに好意的であり、支持者が女性の医学教育を保護する委員会を作ったが、結局、彼女たちに学位が与えられることはなかった。1873年に女性の学位を拒否する大学の権利を支持する裁判所の判決がだされ、多数決で女性が第一線で働くべきでないとする、判決を下した。これらのことが、女性の権利に対する戦いの強い動機となった。
ジェクス＝ブレークはロンドンに移り、キャンペーンを始め、1874年の秋、ロンドンにロンドン女子医学校の設立するのに貢献し、最初の14人の学生のうち12人はエディンバラ大学で学んだ学生であった。エディンバラ・セブンのうち6人が新しい学校に入学した。イザベル・ソーンは社交的で、学校の運営に向いたので、医学を学ぶのをあきらめ、名誉事務長となった。
5人が1870年代後半にベルンやパリで学位を取った。1876年にイギリスの医師制度が変更されたが男女が平等に評価されるようにはならなかった。1878年にジェクス＝ブレークは、エディンバラに戻り、市内初の女性医師として開業し、後にブランツフィールド病院になる貧しい患者のためのクリニックを設立した。スコットランドで、女性医師免許が交付されるようになると、エディンバラ女子医学校の設立を助けた。エディス・ピーチーはリーズで働いた後、インドの病院で働いた。マチルダ・チャプリンは東京で助産師学校を設立したが、後にロンドンで開業した。
1889年のスコットランドの大学法が制定された後、エディンバラ大学とスコットランドの大学は1892年に女性の学部生を入学させた。